# Evania hirtipes
Evania hirtipes är en stekelart som beskrevs av Jean-Jacques Kieffer 1907. Evania hirtipes ingår i släktet Evania och familjen hungersteklar. Inga underarter finns listade i Catalogue of Life.